# Piano Madagascar
Il Piano Madagascar era un progetto concepito dal governo della Germania nazista per trasferire la popolazione ebraica dell'Europa sull'isola del Madagascar.

Il Madagascar, un'isola a est dell'Africa

## Origini
L'idea di trasferire gli ebrei europei in Madagascar non era nuova: Paul de Lagarde, un intellettuale orientalista antisemita, la suggerì per primo nel 1885, e negli anni venti venne sostenuta dagli antisemiti britannici Henry Hamilton Beamish e Arnold Leese.
Dal canto suo, il movimento sionista aveva dibattuto a lungo se acconsentire al programma di creare una Casa Nazionale ebraica in Uganda, approvandolo infine al termine del sesto congresso sionista del 1903. Ciò provocò una spaccatura all'interno del movimento sionista, posto che alcuni suoi membri rifiutavano l'idea di considerare qualunque altra terra che non fosse la Palestina. Il progetto fu definitivamente abbandonato due anni dopo, durante il settimo congresso sionista.

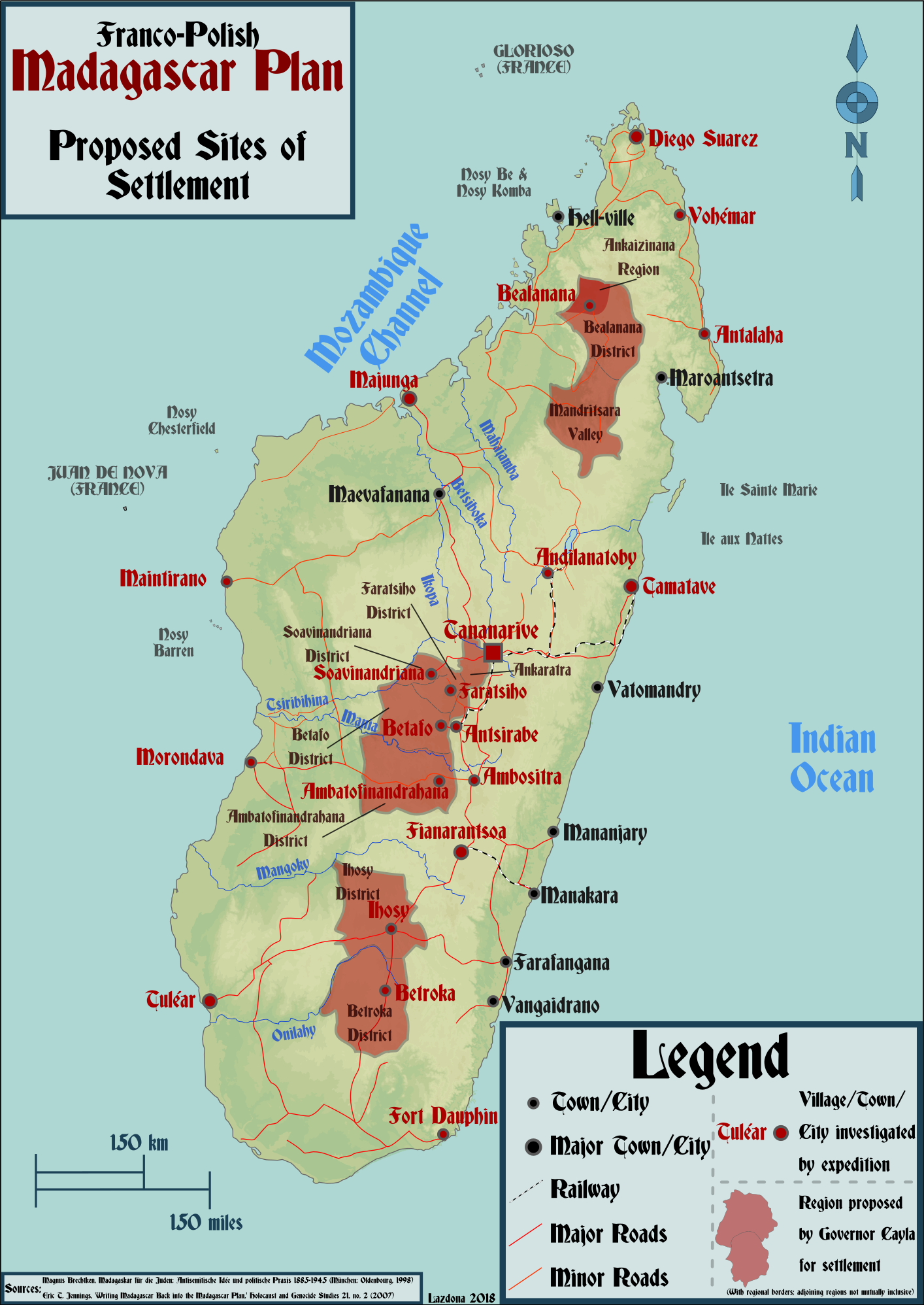
Colonie individuate dal piano franco-polacco del 1937

Il governo polacco nel 1937 istituì, con la collaborazione dei francesi, una commissione che esaminasse la possibilità di trasferire gli ebrei polacchi sull'isola. Il capo della commissione, Mieczysław Lepecki, reputò che l'isola potesse ospitare da 5.000 a 7.000 famiglie, ma i membri ebrei del gruppo stimarono che, a causa del clima sfavorevole e delle scarse infrastrutture, solo 500 o anche meno famiglie potessero essere ospitate in modo sicuro.

## Il piano
I funzionari del partito nazista si appropriarono dell'idea, e Adolf Hitler la approvò nel 1938. Nel maggio 1940, Himmler dichiarò: "Spero che la questione degli ebrei venga completamente annullata tramite la possibilità di una larga migrazione di tutti gli ebrei in Africa o in qualche altra colonia."
Sebbene alcune discussioni sul progetto fossero iniziate già nel 1938, da parte di importanti ideologi nazisti come Julius Streicher, Hermann Göring, Alfred Rosenberg e Joachim von Ribbentrop, fu solo nel 1940 che la pianificazione venne messa in moto. Il 18 giugno Hitler e Ribbentrop parlarono del piano con Benito Mussolini, riferendosi al destino della Francia dopo la sconfitta. Il 20 giugno Hitler ne parlò esplicitamente col grandammiraglio Erich Raeder. In seguito al secondo armistizio di Compiègne del 25 giugno, Franz Rademacher consigliò come uno dei termini del trattato di pace con la Francia la disponibilità del Madagascar come colonia di destinazione per gli ebrei in Europa.
Diversi ufficiali nazisti, e in particolare Hans Frank e le altre autorità del Governatorato Generale, vedevano il trasferimento di quattro milioni di ebrei in Madagascar come di gran lunga preferibile al graduale processo di deportazione in Polonia. Il 10 luglio 1940, tutte le deportazioni nel Governatorato vennero cancellate, e la costruzione del Ghetto di Varsavia venne interrotta, sembrando ormai superflua.
Reinhard Heydrich, incaricato nel 1939 da Göring di sovrintendere all'evacuazione ebraica dai territori del Reich, una volta apprese le potenzialità del piano ordinò a Ribbentrop di delegare ogni futura azione al Reichssicherheitshauptamt (RSHA, "Direzione generale per la Sicurezza del Reich"). In tal modo venne coinvolto Adolf Eichmann, che controllava il sotto-ufficio dell'evacuazione ebraica nel RSHA. Il 15 agosto, Eichmann rilasciò un comunicato intitolato Reichssicherheitshauptamt: Madagaskar Projekt, dichiarando il trasferimento di un milione di ebrei ogni anno per quattro anni, e abbandonando l'idea di lasciare qualsiasi ebreo in Europa. L'RSHA, secondo il comunicato, avrebbe controllato tutti gli aspetti del programma.
Il fine dell'operazione era di mostrare agli occhi del mondo la concessione tedesca di un insediamento in Madagascar per il popolo ebraico; tuttavia, Eichmann spiegò chiaramente che le Schutzstaffel si riservavano il diritto di supervisionare il governo e le organizzazioni ebraiche che si sarebbero formate sull'isola. Il comunicato non menzionava il ruolo dei Malgasci, la popolazione nativa del Madagascar.
Alla fine dell'agosto 1940 Rademacher inviò una richiesta a Ribbentrop di organizzare un raduno del suo Ministero per iniziare a scegliere una commissione di esperti per la consolidazione del piano. Ribbentrop non rispose. Analogamente, il comunicato di Eichmann non catturò l'attenzione di Heydrich, che non lo ratificò mai. Il ghetto di Varsavia venne così completato e aperto in ottobre. L'espulsione degli ebrei dal territorio tedesco a quello polacco riprese dal tardo autunno 1940 alla primavera del 1941.
Il Regno Unito uscì vittorioso dalla battaglia d'Inghilterra, e in settembre la Germania non era più in grado di riportare una rapida vittoria. La flotta inglese non sarebbe stata disponibile per essere usata nelle evacuazioni, e la guerra sarebbe continuata a tempo indefinito. Si accennò al Madagascar come "super ghetto" in alcune occasioni nei mesi successivi, ma all'inizio di dicembre il piano venne di fatto abbandonato.